# سالبادور فارفان
سالبادور فارفان (بالإسبانية: Salvador Farfán)‏ هو لاعب كرة قدم مكسيكي في مركز الوسط، ولد في 22 يونيو 1932 في المكسيك. شارك مع منتخب المكسيك لكرة القدم. أما مع النوادي، فقد لعب مع نادي أتلانتي.

## وصلات خارجية
- سالبادور فارفان على موقع الاتحاد الدولي (مؤرشف)  (الإنجليزية)
- سالبادور فارفان على موقع Soccerway.com (الإنجليزية)
- سالبادور فارفان على موقع عالم كرة القدم.نت (الإنجليزية)